# 변호사비용
변호사비용은 변호사 수임료, 변호사 성공보수 등 변호사를 선임하여 소송을 하는데 드는 비용이다.

## 판례
무릇 불법행위로 인한 손해배상의 범위를 정함에 있어서는 불법행위와 손해와의 사이에 자연적 또는 사실적 인과관계가 존재하는 것만으로는 부족하고 이념적 또는 법률적 인과관계 즉 상당인과 관계가 있어야 할 것이다. 그런데 변호사강제주의를 택하지 않고 있는 대한민국 법제 아래에서는 손해배 상청구의 원인된 불법행위 자체와 변호사 비용 사이에 상당인과관계가 있음을 인정할 수 없으므로 변호사 비용을 그 불법행위 자체로 인한 손해배상채권에 포함시킬 수는 없다.